# Kunići Ribnički
Kunići Ribnički is een plaats in de gemeente Netretić in de Kroatische provincie Karlovac. De plaats telt 36 inwoners (2001).